# Вторинний радар
Вторинний радар (SSR) — це система радарного спостереження, яка використовується в управлінні повітряним рухом (ATC). На відміну від первинного радара, що визначає азимут і відстань до цілі за відбитими радіосигналами, вторинний радар працює з повітряними суднами, оснащеними авіаційним транспондером, який у відповідь на кожен запит передає закодовані дані — ідентифікаційний код, висоту польоту та іншу інформацію залежно від обраного режиму.

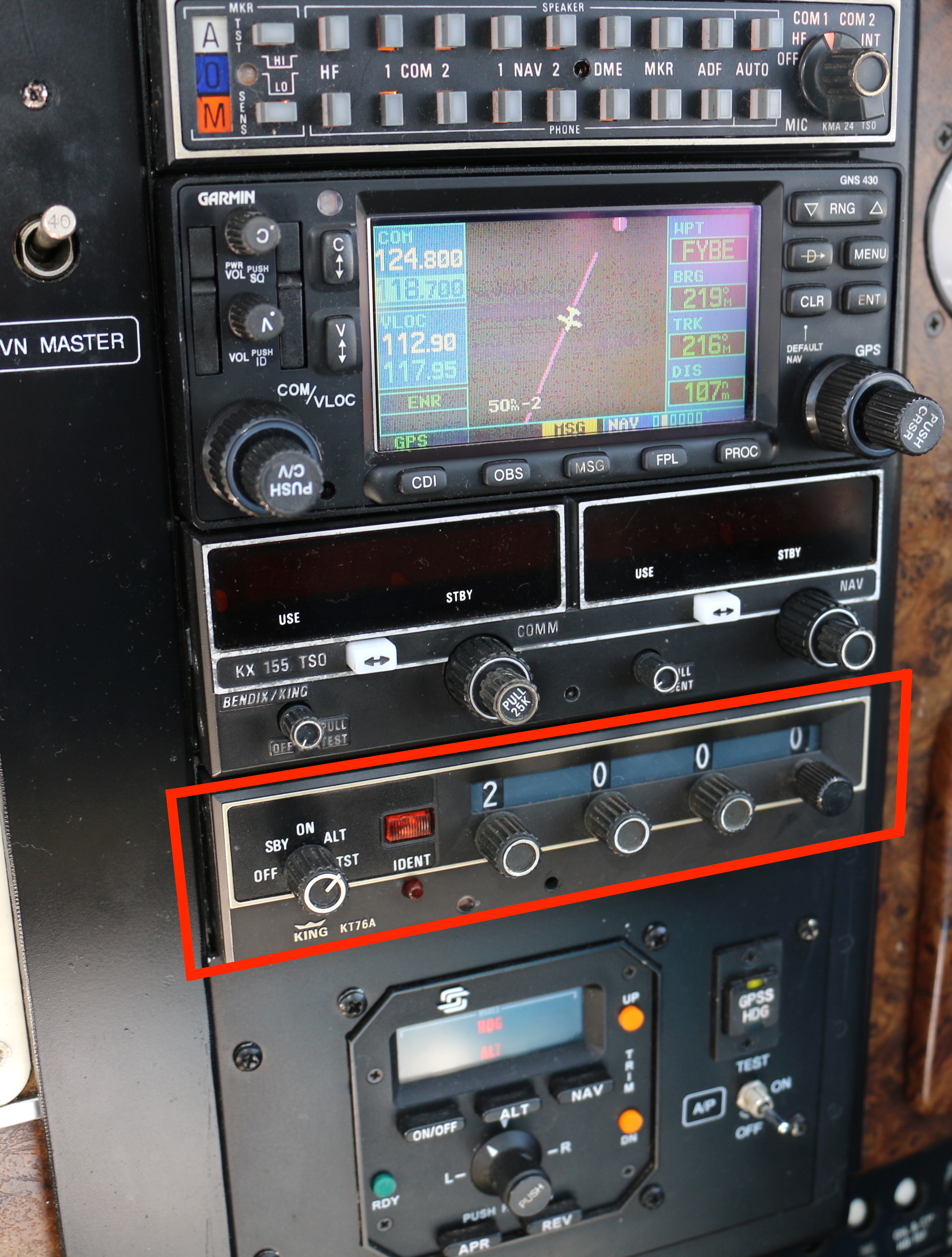
Транспондер у приватному літаку, встановлено код 2000

Вторинний радар заснований на військовій технології ідентифікації «свій — чужий» (IFF), розробленій під час Другої світової війни, і досі сумісний із нею. Сучасними методами вторинного радіолокаційного спостереження є монопульсний вторинний радар (MSSR), Mode S, TCAS та ADS-B.

## Огляд

### Первинний радар
Швидкий розвиток радарних технологій під час Другої світової війни мав очевидне застосування в управлінні повітряним рухом (ATC), оскільки дозволяв здійснювати безперервне спостереження за положенням повітряного руху. Точне знання позицій літаків дозволяло зменшити стандартні процедурні інтервали між ними, що, у свою чергу, забезпечувало значне підвищення ефективності авіатранспортної системи. Цей тип радара (так званий первинний радар) здатен виявляти та повідомляти про положення будь-якого об'єкта, який відбиває його передані радіосигнали, включаючи, залежно від конструкції, літаки, птахів, погодні явища та особливості рельєфу. Для диспетчерського управління це має як переваги, так і недоліки. Цілі не потребують кооперації — достатньо, щоб вони знаходилися в зоні покриття радара і могли відбивати радіохвилі. Водночас радар лише визначає положення об'єкта, але не може його ідентифікувати.
Коли первинний радар був єдиним доступним типом радара, ідентифікацію конкретного літака за радіолокаційним відгуком зазвичай здійснював диспетчер, спостерігаючи за спрямованим поворотом літака. Сьогодні первинний радар і далі використовується службами УПР як резервна або допоміжна система до вторинного радара, хоча її покриття та обсяг інформації є обмеженішими.

### Вторинний радар

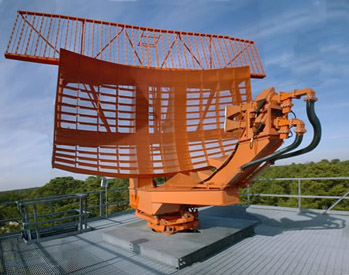
Антена вторинного радара (плоский прямокутник, зверху), змонтована на антені первинного радара аеропорту ASR-9 (вигнутий прямокутник, знизу)

Потреба в простішій та надійнішій ідентифікації літаків привела до іншої розробки часів війни — системи ідентифікації «свій — чужий» (IFF), створеної для чіткого розрізнення союзних і невідомих літаків. Ця система, яка в цивільному застосуванні стала відома як вторинний радар (SSR), а в США — як ATCRBS, базується на обладнанні на борту літака, відомому як транспондер.
Транспондер — це пара приймач-передавач, що приймає сигнал на частоті 1030 МГц і передає відповідь на 1090 МГц. У відповідь на запит від запитувача (зазвичай, але не обов'язково, розташованого на землі поруч із первинним радаром), транспондер цілі передає закодований сигнал-відповідь із потрібною інформацією.

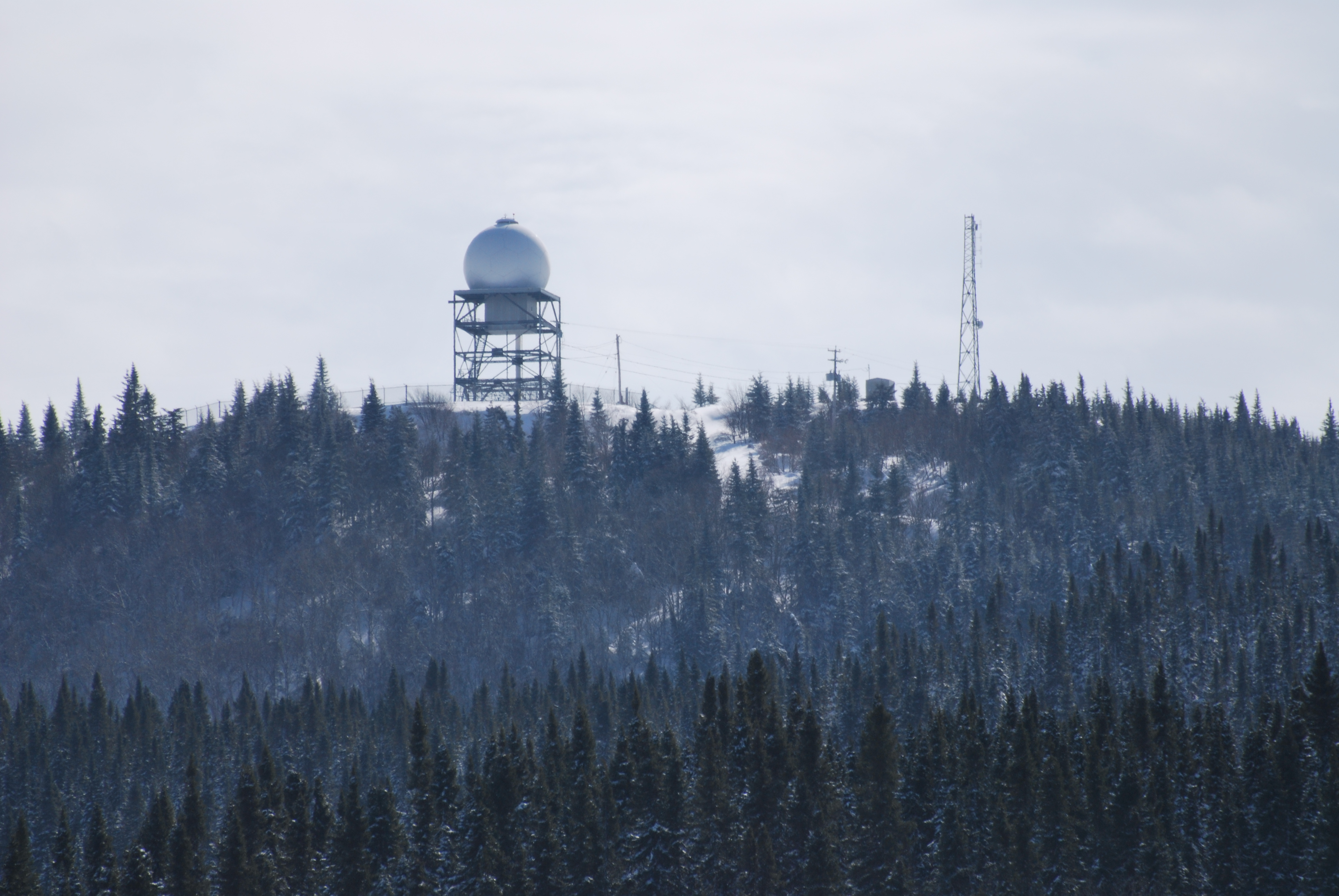
Незалежний вторинний радар (ISSR), позначення YMT, північніше Шибуґамо, Квебек, Канада

Як цивільна система SSR, так і військова IFF з часом стали значно складнішими, але залишаються сумісними між собою, зокрема для забезпечення можливості польотів військових літаків у цивільному повітряному просторі. SSR може надавати набагато детальнішу інформацію, наприклад, висоту польоту літака, а також дозволяє обмін даними між повітряними суднами для запобігання зіткненням.
Більшість SSR-систем покладаються на транспондери в Mode S, які передають барометричну висоту літака. Така висота не залежить від налаштувань альтиметра пілота, що запобігає помилковій передачі висоти при неправильному налаштуванні приладу. У разі потреби системи УПР перераховують тискову висоту у справжню, використовуючи власні еталони тиску.
Оскільки основним військовим завданням IFF є надійне розпізнавання союзників, система має захищені (зашифровані) повідомлення для унеможливлення обману противником і використовується на багатьох військових платформах — повітряних, морських та наземних.

### Стандарти та технічні характеристики
Міжнародна організація цивільної авіації (ІКАО) — це спеціалізована установа ООН із штаб-квартирою в Монреалі, Канада. Вона публікує додатки до Конвенції, і Додаток 10 регламентує Стандарти та Рекомендовану практику для аеронавігаційних телекомунікацій. Його мета — забезпечити сумісність бортових систем літаків з системами УПР у всіх країнах, повітряний простір яких може перетинати літак. Том III, частина 1 стосується цифрових систем обміну даними, включно з функціями передавання даних у Mode S, а том IV описує принципи роботи і сигнали в просторі.
Американська Радіотехнічна комісія з авіації (RTCA) та Європейська організація з обладнання для цивільної авіації (Eurocae) розробляють Мінімальні експлуатаційні вимоги до обладнання як для наземних, так і для бортових пристроїв відповідно до стандартів ІКАО, викладених у Додатку 10. Обидві організації часто працюють спільно і випускають узгоджені документи.
ARINC (Aeronautical Radio, Incorporated) — це організація, керована авіакомпаніями, яка відповідає за форму, габарити та функціонал бортового обладнання. Основна її мета — забезпечити конкуренцію між виробниками шляхом стандартизації розмірів, енергоспоживання, інтерфейсів та продуктивності обладнання, що встановлюється у технічному відсіку літака.

## Робота системи
Метою вторинного радара є покращення здатності виявляти та ідентифікувати повітряні судна, автоматично надаючи інформацію про ешелон польоту (тискову висоту) літака. Наземна станція SSR передає імпульси запиту на частоті 1030 МГц (постійно в режимах A та C, а вибірково — в Mode S), у процесі обертання антени або її електронного сканування в просторі.
Транспондер літака, що знаходиться в межах прямої видимості, «прислухається» до сигналу SSR і передає відповідь на частоті 1090 МГц із даними про повітряне судно. Тип відповіді залежить від режиму запиту. Літак відображається на екрані радара диспетчера як підписаний значок із зазначенням азимута та відстані.
Літак без активного транспондера все ще може бути виявлений первинним радаром, однак на екрані диспетчера він буде показаний без додаткових даних, які надає SSR. Як правило, для польотів у контрольованому повітряному просторі обов’язково мати справний транспондер, і багато повітряних суден обладнані резервним транспондером для дотримання цієї вимоги.

## Режими запиту
Існує кілька режимів запиту, кожен з яких відрізняється інтервалом між двома переданими імпульсами — P1 та P3. Кожен режим викликає різну відповідь від літака. Третій імпульс, P2, використовується для придушення бокових пелюсток антени, що буде описано нижче. Додаткові військові (IFF) режими сюди не включено — їх описано в статті Ідентифікація «свій — чужий».
| Режим | Інтервал між P1–P3 | Призначення          |
| ----- | ------------------ | -------------------- |
| A     | 8 мкс              | Ідентифікація        |
| B     | 17 мкс             | Ідентифікація        |
| C     | 21 мкс             | Висота               |
| D     | 25 мкс             | Не визначено         |
| S     | 3.5 мкс            | Багатофункціональний |

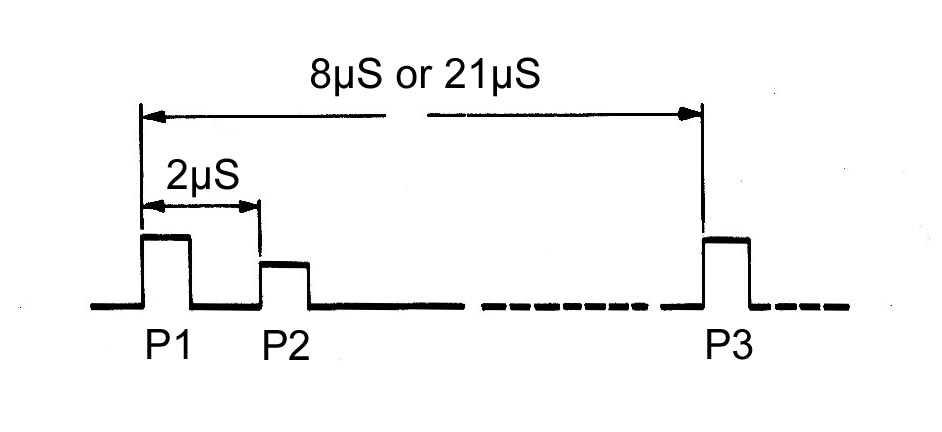
Формат запитів у Mode A та C

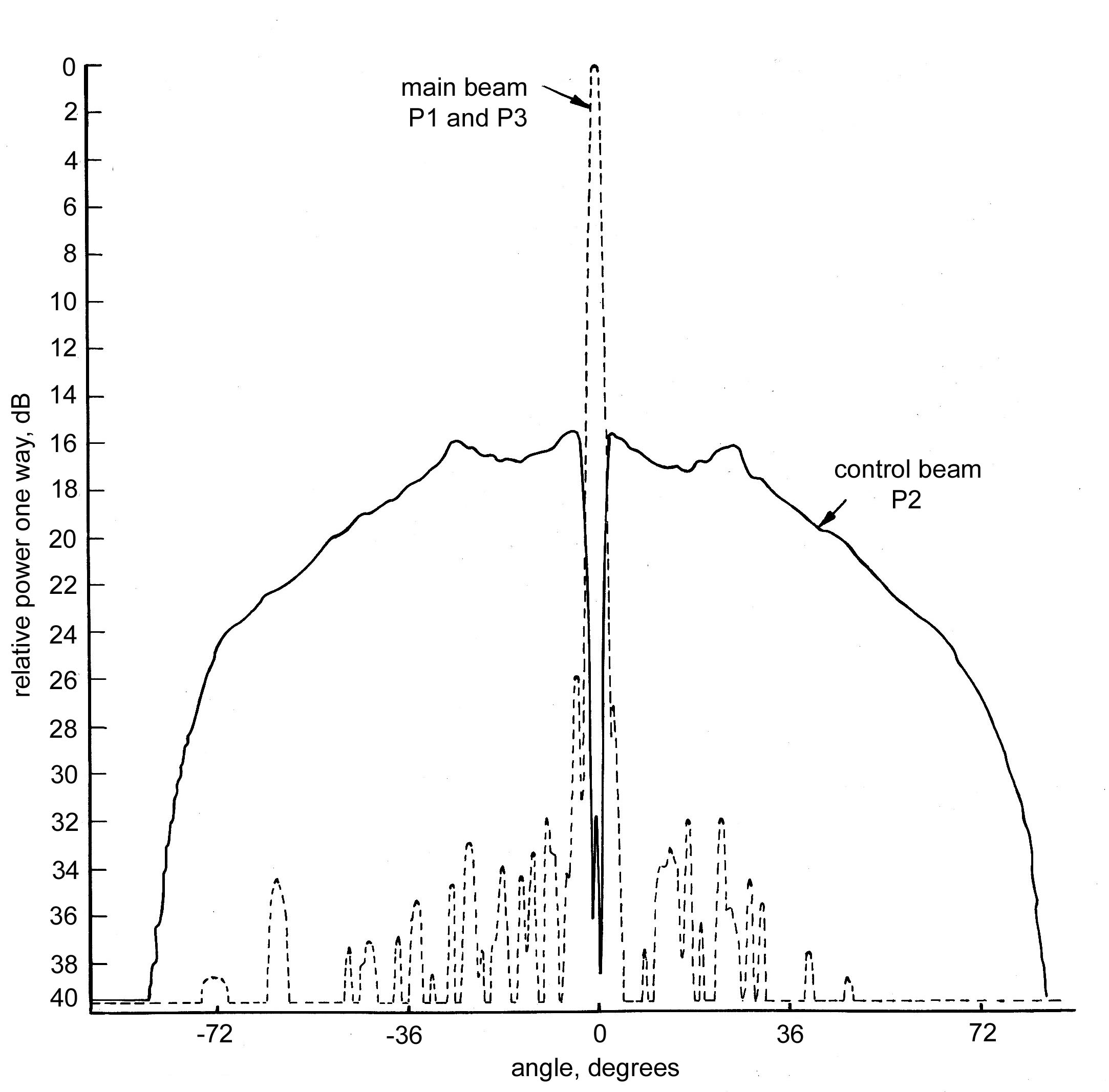
Діаграми спрямованості основного та контрольного променів

Запит у Mode A викликає відповідь із 12 імпульсів, які кодують ідентифікаційний номер літака. Ці 12 інформаційних імпульсів обрамлюються двома контрольними імпульсами — F1 та F2. Імпульс X не використовується. У Mode C відповідь складається з 11 імпульсів (імпульс D1 не використовується), що вказує висоту польоту літака, згідно з його альтиметром, з кроком у 100 футів. Mode B дає відповідь, подібну до Mode A, і колись використовувався в Австралії. ModeD ніколи не застосовувався на практиці.
Новий режим — Mode S — має інші характеристики запиту. Він починається з імпульсів P1 і P2, що передаються з головного променя антени, щоб уникнути відповіді транспондерів у режимах A і C, а потім слідує довгий імпульс із фазовою модуляцією.
Наземна антена має високу спрямованість, але не може бути побудована без бокових пелюсток. Літаки можуть виявляти запити й із цих бокових напрямків і відповідати на них. Проте такі відповіді неможливо відрізнити від відповідей на запит із основного променя, що може спричинити появу помилкового відображення літака під неправильним азимутом. Щоб уникнути цього, наземна антена має другий, переважно всеспрямований промінь, чутливість якого перевищує чутливість бокових пелюсток, але менша за основний промінь. Третій імпульс — P2 — передається саме з цього другого променя з затримкою 2 мкс після P1. Літак, який виявляє сигнал P2 сильнішим за P1 (тобто перебуває у зоні бокової пелюстки), не відповідає на запит.

## Недоліки
Ряд проблем описано в публікації ІКАО 1983 року під назвою Secondary Surveillance Radar Mode S Advisory Circular.

### Mode A

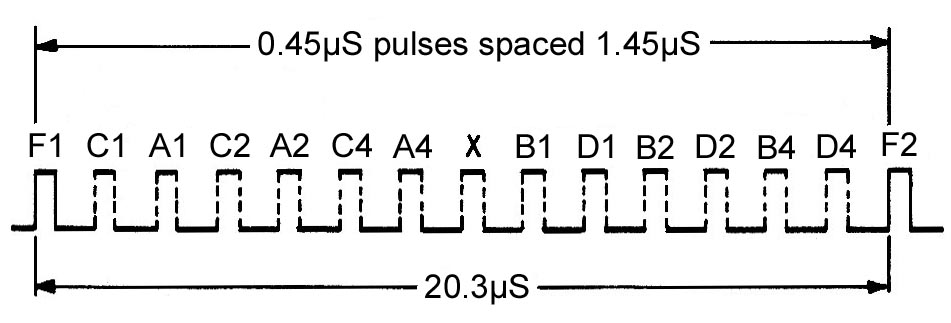
Формат відповіді в режимах A і C

Хоча 4096 різних ідентифікаційних кодів, доступних у відповіді Mode A, може здаватися достатньою кількістю, після резервування деяких кодів для аварійних та інших службових потреб це число значно зменшується. Ідеально, якби літак зберігав один і той самий код з моменту зльоту до посадки, навіть при перетині міжнародних кордонів, оскільки цей код використовується в центрі управління повітряним рухом для відображення позивного літака за допомогою процесу, відомого як зіставлення коду та позивного. Очевидно, що два літаки не повинні мати однаковий код Mode A одночасно, інакше диспетчер отримає неправильний позивний для зв’язку з літаком.

### Mode C
Відповідь у Mode C надає інформацію про висоту з кроком у 100 футів, що спочатку було достатньо для контролю літаків, розділених щонайменше на 1000 футів. Однак із зростанням завантаженості повітряного простору зросла потреба контролювати, чи не виходять літаки за межі призначеного ешелону. Навіть незначна зміна висоти на кілька футів могла спричинити перехід до наступного інтервалу й відображатися як зміна на 100 футів. Тому виникла потреба в менших інтервалах висоти.

### FRUIT
Оскільки всі літаки передають відповіді на одній частоті — 1090 МГц, наземна станція також приймає відповіді літаків, які реагують на запити від інших наземних станцій. Такі небажані відповіді називають FRUIT (False Replies Unsynchronized with Interrogator Transmissions — хибні відповіді, не синхронізовані з передачею запиту, або False Replies Unsynchronized In Time). Декілька таких послідовних FRUIT-відповідей можуть накладатися й формувати сигнал, що виглядає як літак, якого насправді немає. Із розширенням авіаперевезень та зростанням кількості повітряних суден у небі обсяг FRUIT також зростає.

### Перекриття сигналів (Garble)
FRUIT-відповіді можуть накладатися на необхідні відповіді, які приймає наземна станція, що призводить до помилок при зчитуванні даних. Одним із рішень є збільшення частоти запитів у надії, що деякі відповіді будуть вільні від перешкод. Проте цей підхід є саморуйнівним: що більше передається запитів, то більше створюється перешкод для інших користувачів і навпаки.

### Синхронне перекриття (Synchronous garble)
Якщо траєкторії двох літаків перетинаються на відстані приблизно до двох миль (по похилій) від наземного запитувача, їх відповіді накладаються одна на одну. Це заважає розпізнаванню цілей. У такому випадку диспетчер зазвичай втрачає інформацію про літак, що перебуває далі, — саме тоді, коли є найбільша потреба у точному спостереженні.

### Захоплення сигналу (Capture)
Поки літак відповідає на один наземний запит, він не може відповісти на інший, що знижує ефективність виявлення. У випадку запиту в Mode A або C відповідь транспондера може займати до 120 мкс, перш ніж він зможе прийняти наступний запит.

### Антена

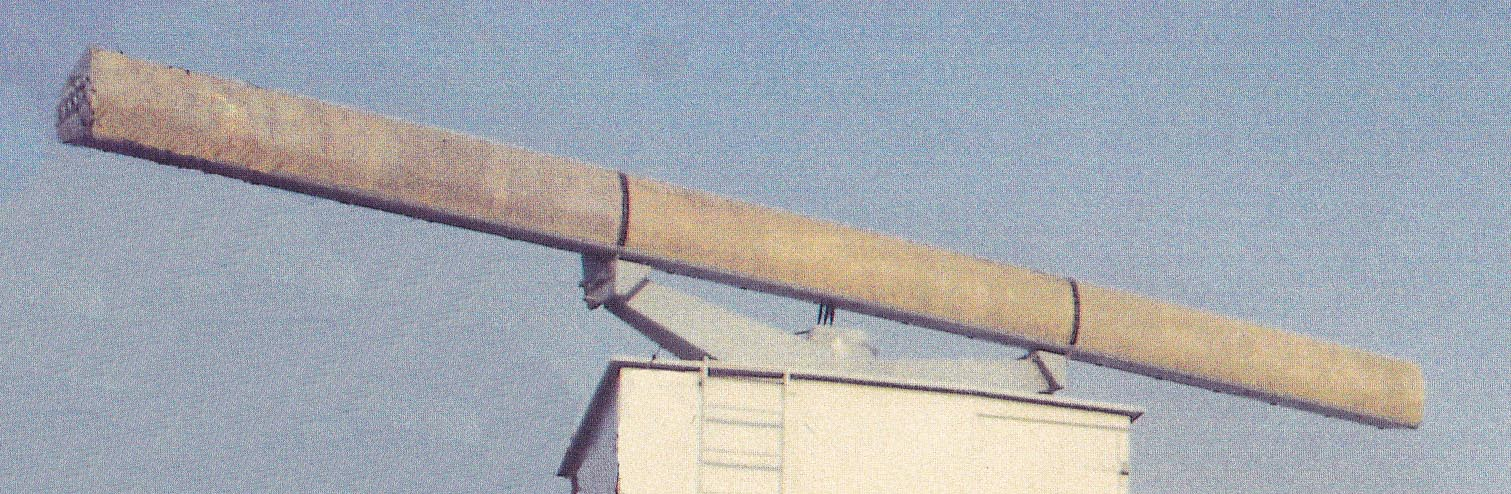
Оригінальна SSR-антена з вузьким горизонтальним і широким вертикальним променем

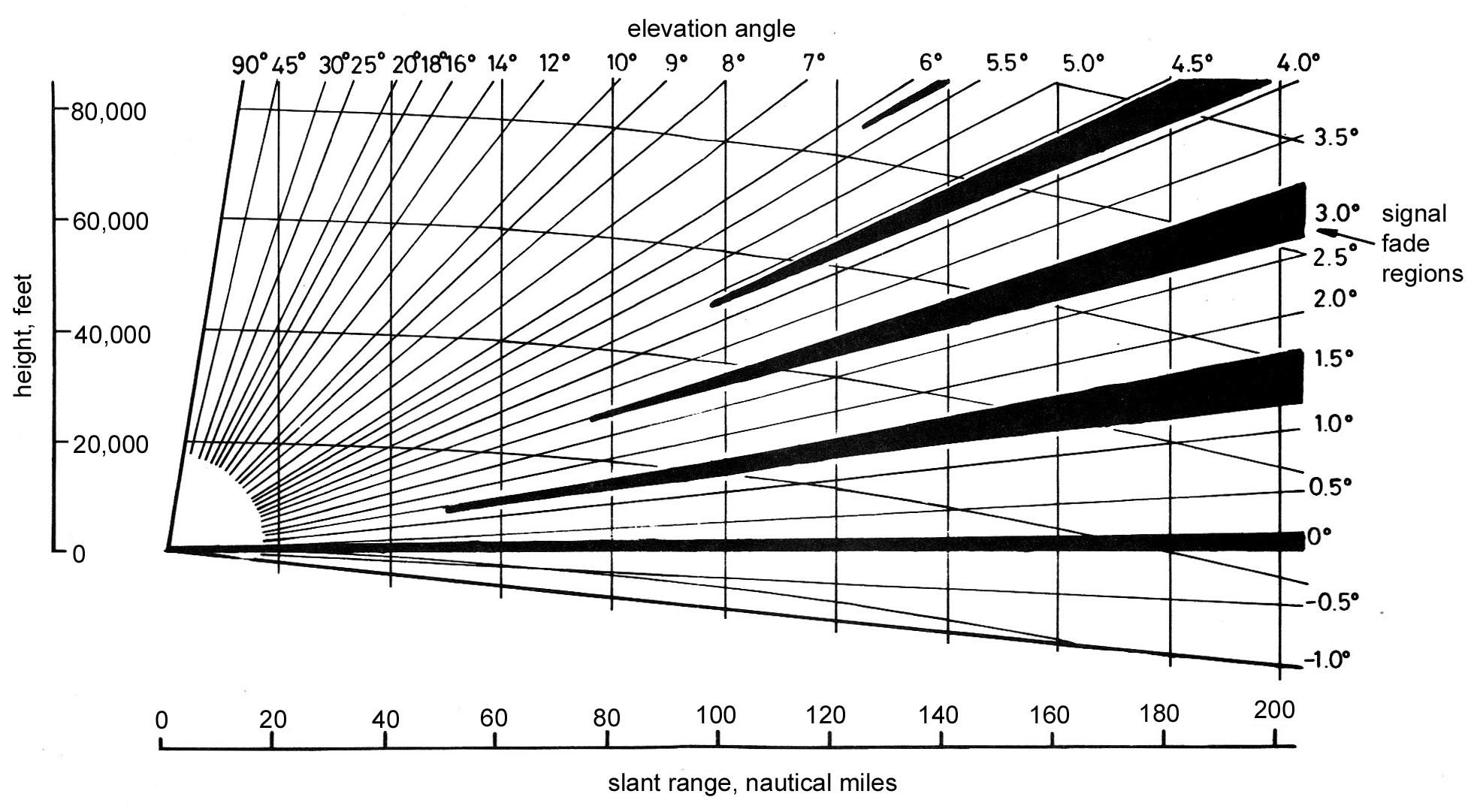
Зони слабкого сигналу через відбиття від землі

Наземна антена зазвичай має горизонтальну ширину променя 3 дБ, що становить 2,5°, і це обмежує точність визначення азимута літака. Точність можна покращити шляхом багаторазового опитування в процесі сканування літака променем антени. Краще визначення досягається за допомогою методу ковзного вікна — враховується момент початку та завершення отримання відповідей, а центр цих відповідей визначає напрям на літак.
У ранніх системах використовувалася антена типу «hogtrough». Вона мала велику горизонтальну довжину для створення вузького горизонтального променя і невелику вертикальну висоту для охоплення простору від горизонту до майже зеніту. Ця конструкція мала дві проблеми. По-перше, майже половина енергії направлялася в землю, звідки вона відбивалася й створювала перешкоди в напрямку вгору, викликаючи глибокі «провали» сигналу на певних кутах піднесення й втрату контакту з літаком. По-друге, якщо поверхня навколо антен схилена, відбитий сигнал зміщується по горизонталі, спотворюючи форму променя і положення літака на дисплеї. Це було особливо критично для монопульсних систем, що мають значно вищу точність визначення напряму.

## Розвиток системи для усунення недоліків
Недоліки режимів Mode A та Mode C були виявлені на ранніх етапах використання SSR. У 1967 році Ульятт (Ullyatt) опублікував статтю, а в 1969 році — розширений матеріал, у якому запропонував удосконалення для вирішення наявних проблем SSR.
Суть пропозицій полягала у створенні нових форматів запиту та відповіді, де ідентифікація літака та його висота передавалися б разом, що усувало б необхідність у поєднанні окремих відповідей. Для захисту від помилок запропоновано просту систему парності — див. Secondary Surveillance Radar – Today and Tomorrow.
Удосконалення включало застосування монопульсної технології для визначення азимута літака, що зменшувало кількість запитів/відповідей до однієї пари на кожне обертання антени. Кожен запит супроводжувався імпульсами P1 і P2 з інтервалом 2 мкс, щоб транспондери, що працюють у Mode A і Mode C, сприймали запит як такий, що походить від бокової пелюстки, і не відповідали, не створюючи зайвих FRUIT-відповідей.
FAA також розглядало подібні проблеми, припускаючи необхідність нової пари частот. Але Ульятт довів, що можна використовувати наявні частоти 1030 МГц і 1090 МГц, а також модернізовані наземні запитувачі та бортові транспондери. Це призвело до створення Меморандуму про взаєморозуміння між США та Великою Британією для розробки спільної системи: у США її назвали DABS (Discrete Address Beacon System), а у Великій Британії — Adsel (Address Selective).
Монопульсна технологія (тобто "одиночний імпульс") уже використовувалась у військових системах супроводу цілей — антена слідкувала за ціллю, утримуючи її в центрі променя. Ульятт запропонував застосовувати обертовий промінь, де визначення азимута відбувається за будь-яким прийнятим імпульсом.
FAA залучила MIT Lincoln Laboratory до подальшої розробки, і лабораторія випустила серію звітів ATC, в яких описано всі аспекти нової спільної розробки. До концепції Ульятта додано потужнішу 24-бітну систему перевірки парності з використанням циклічного надлишкового коду, що забезпечувала не лише контроль достовірності без повторів, а й виправлення помилок, спричинених накладенням FRUIT-відповідей.
Запропоновано 24-бітний ідентифікаційний код для кожного літака з можливістю 16 мільйонів варіантів. Блоки адрес розподіляються між країнами, а також окремо — авіакомпаніям для їх ідентифікації. У звіті лабораторії ATC-42 під назвою Mode S Beacon System: Functional Description подано детальний опис нової системи.
Результати розробки США та Великої Британії були представлені у спільній статті ADSEL/DABS – A Selective Address Secondary Surveillance Radar. Після цього на конференції в штаб-квартирі ICAO у Монреалі було успішно проведено тест низькопотужного запиту з боку Lincoln Laboratory, який взаємодіяв із модернізованим транспондером SSR британського виробництва.

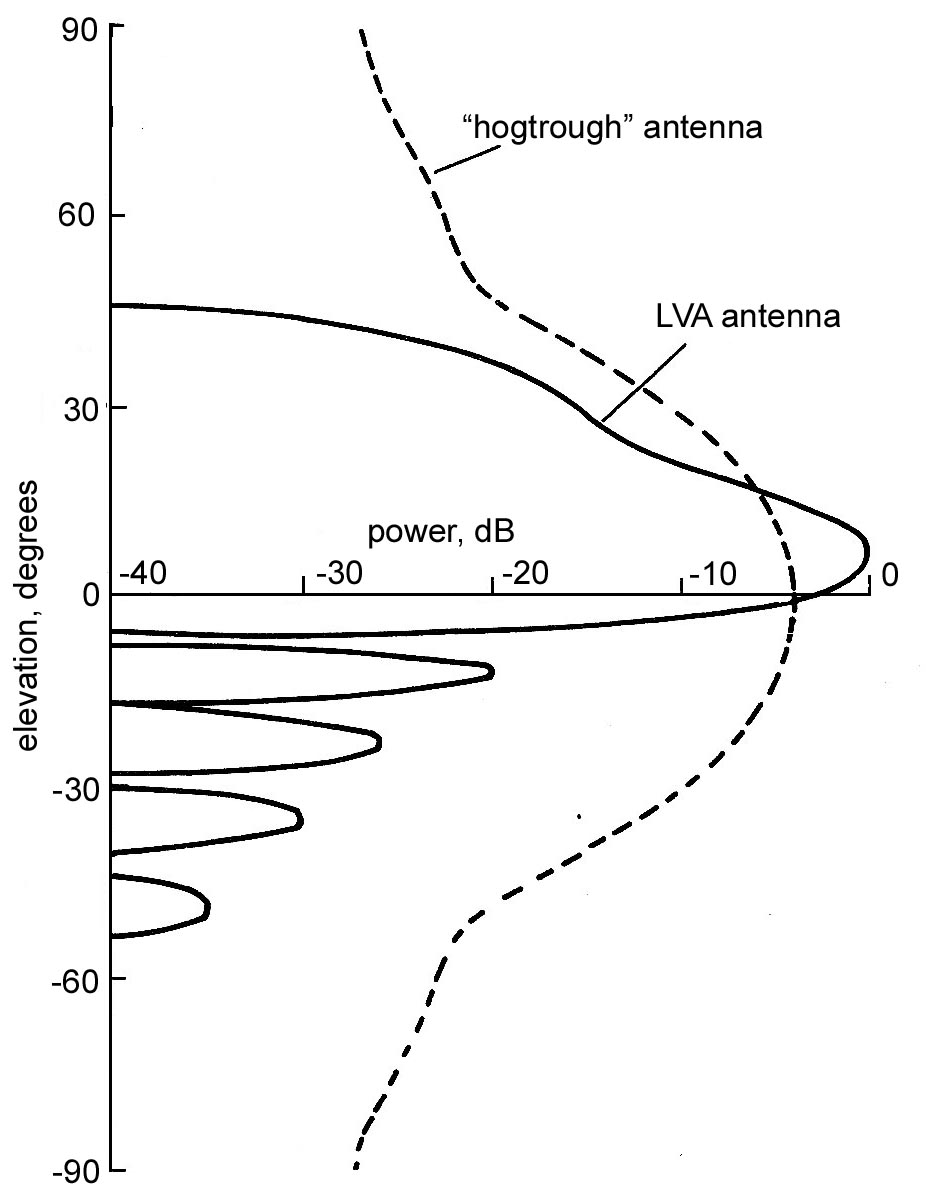
Порівняння вертикальної діаграми спрямованості старої та нової антени

Залишалося лише обрати міжнародну назву. Хоча в новій системі було багато нововведень, використовувались модернізовані, але наявні SSR-запитувачі та транспондери. Найкраще це еволюційне оновлення передавала назва Mode S, де «S» означає select (вибірковий). У 1983 році ICAO опублікувала інформаційний циркуляр із описом нової системи.

### Удосконалена антена
Проблема стандартної антени «hogtrough» полягала в тому, що частина енергії випромінювалася в напрямку землі, відбивалася та створювала перешкоди для основного (вгору спрямованого) сигналу. Вирішенням стало формування вертикального променя. Для цього використовували вертикальну решітку диполів, підключену таким чином, щоб утворити бажану форму променя. Оптимальною виявилась вертикальна висота антени в 5 футів — саме така конструкція стала міжнародним стандартом.

## онопульсний вторинний радар

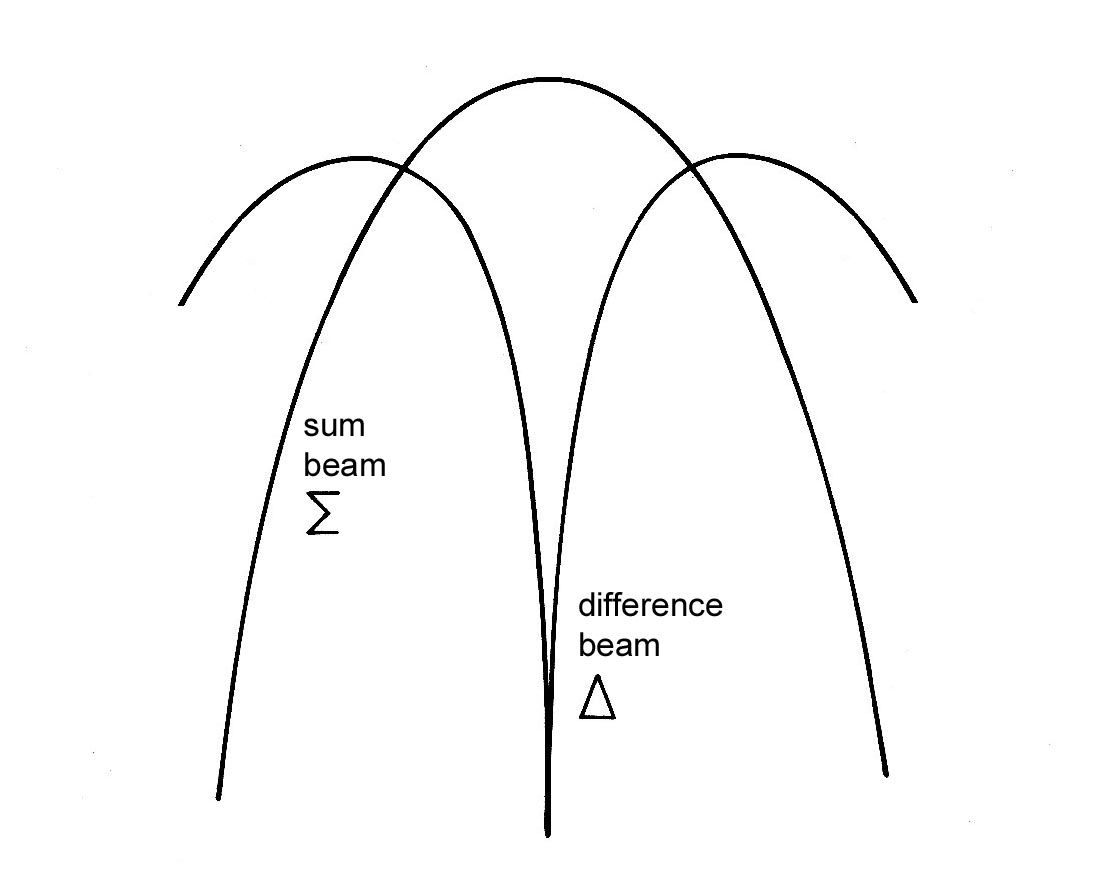
Основний промінь антени з різницевим променем

Система Mode S була задумана для роботи з єдиною відповіддю від повітряного судна — це відомо як монопульсна система. На зображенні показано звичайний основний або «сумарний» промінь антени SSR, до якого додано «різницевий» промінь.
Щоб створити сумарний промінь, сигнал рівномірно розподіляється по горизонталі антенної апертури. Ця система живлення ділиться на дві однакові частини, які знову підсумовуються для створення сумарного променя. Однак ці дві частини також можна відняти, щоб отримати вихід для різницевого променя. Сигнал, що надходить точно по нормалі до антени (в осьовому напрямку), дає максимум у сумарному промені й нуль у різницевому. Якщо сигнал надходить з відхиленням від осі, сумарний сигнал зменшується, а різницевий стає відмінним від нуля. Кут надходження можна визначити, вимірюючи співвідношення між сигналами сумарного та різницевого променів. Двозначність навколо осі вирішується через фазовий зсув у 180° у різницевому сигналі по обидва боки осі.
Таким чином, вимірювання азимута можна виконати за одним імпульсом — звідси й назва монопульс, але точність можна підвищити усередненням кількох імпульсів у відповіді. Монопульсний приймач було розроблено ще на початковому етапі британської програми Adsel, і ця схема й досі широко використовується.
Імпульси відповіді Mode S навмисно спроектовані подібними до відповідей режимів A та C, тож той самий приймач може використовуватись для точнішого вимірювання азимута в традиційній системі SSR. Це також дозволяє зменшити частоту запитів, зменшуючи перешкоди іншим користувачам системи.
Лабораторія Лінкольна використала можливість окремого вимірювання азимута для кожного імпульсу відповіді, щоб подолати одну з проблем перекриття сигналів (garble), коли відповіді від різних літаків накладаються. Оскільки кожен імпульс має прив’язку до напрямку, цю інформацію можна використати для розділення відповідей Mode A або Mode C. Цей підхід описано в документі ATC-65 The ATCRBS Mode of DABS. Також можна додатково враховувати потужність кожного імпульсу, використовуючи її як критерій для розпізнавання.
У таблиці нижче наведено порівняння ефективності традиційного SSR, монопульсного SSR (MSSR) і Mode S:
|                                  | Звичайний SSR               | MSSR      | Mode S         |
| -------------------------------- | --------------------------- | --------- | -------------- |
| Відповідей на один прохід антени | 20–30                       | 4–8       | 1              |
| Точність за дальністю            | 230 м (середньоквадратичне) | 13 м      | 7 м            |
| Точність за азимутом             | 0.08°                       | 0.04°     | 0.04°          |
| Роздільна здатність за висотою   | 100 фут (30 м)              | 100 футів | 25 фут (7,6 м) |
| Стійкість до перекриття сигналів | Слабка                      | Добра     | Найкраща       |
| Обсяг переданих даних (uplink)   | 0                           | 0         | 56–1280 біт    |
| Обсяг прийнятих даних (downlink) | 23 біти                     | 23 біти   | 56–1280 біт    |
| Кількість ідентифікаційних кодів | 4096                        | 4096      | 16 мільйонів   |

MSSR замінив більшість звичайних SSR до 1990-х років, і завдяки його точності мінімальні інтервали між літаками під час маршруту в УПР були зменшені з 10 морських миль (19 км; 12 миля) до 5 морських миль (9,3 км; 5,8 миля).
MSSR вирішив багато системних проблем SSR, оскільки модернізація була потрібна лише на наземній частині. Існуючі транспондери на борту літаків залишалися незмінними. Це, безсумнівно, сприяло відтермінуванню впровадження Mode S.

## Mode S

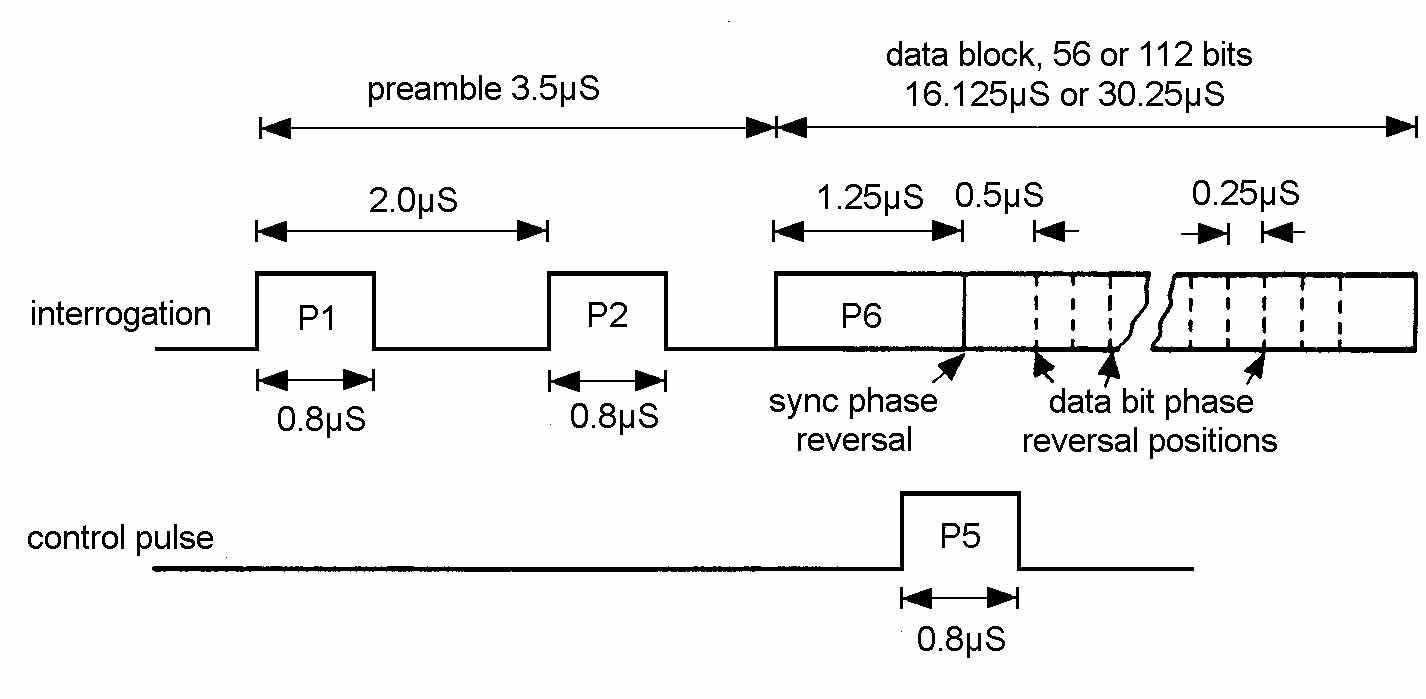
Формат запиту Mode S: короткий і довгий

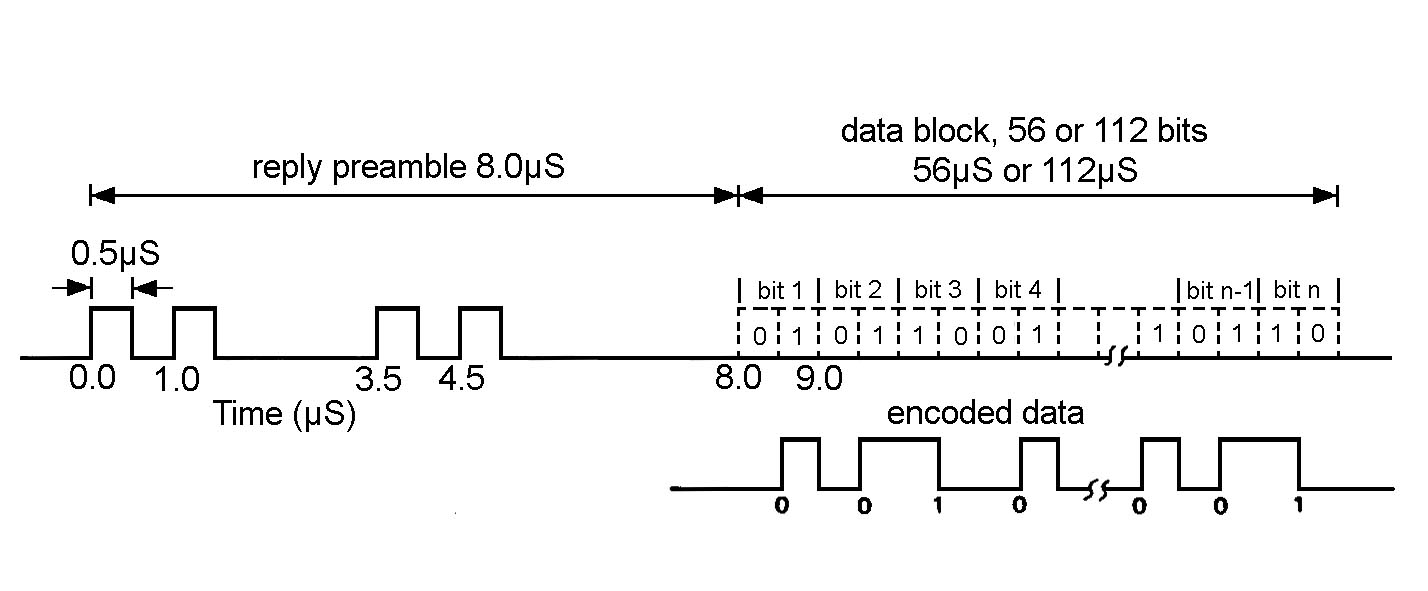
Формат відповіді Mode S: короткий і довгий

Детальний опис Mode S подано в публікації Eurocontrol Principles of Mode S and Interrogator Codes та циркулярі ІКАО 174-AN/110 Secondary Surveillance Radar Mode S Advisory Circular. 16 мільйонів комбінацій 24-бітних адрес повітряних суден розподілено по блоках між країнами відповідно до ІКАО, згідно з Додатком 10, Том III, Розділ 9.
Запит Mode S складається з двох імпульсів по 0,8 мкс, які транспондери режимів A і C інтерпретують як бокову пелюстку й не відповідають на нього. Далі слідує довгий імпульс P6 із фазовою модуляцією: перший зсув фази через 1,25 мкс синхронізує фазовий детектор транспондера. Наступні зсуви фази означають біт «1», відсутність зсуву — біт «0». Така модуляція підвищує стійкість до накладень імпульсів з інших запитувачів. Короткий запит має довжину P6 = 16.125 мкс і використовується переважно для оновлення позиції; довгий — P6 = 30.25 мкс — передає додаткові 56 бітів даних. Завершальні 24 біти містять як парність, так і адресу літака. Транспондер перевіряє отримані дані та обчислює парність; якщо контрольна сума не відповідає його адресі, відповідь не надсилається.
Відповідь літака починається з преамбули з чотирьох імпульсів, які не можуть бути утворені випадково з відповідей Mode A або C. Основні дані передаються за допомогою амплітудно-позиційної модуляції імпульсів (pulse position modulation). Кожен 1 мкс інтервал ділиться на дві частини: імпульс у першій половині означає «1», у другій — «0». Таким чином, дані передаються двічі — вдруге у зворотному вигляді — що підвищує стійкість до спотворення від перекриття сигналів.
Останні 24 біти відповіді містять адресу літака і код парності. Наземна станція порівнює отриману відповідь із очікуваною адресою; якщо адреса не збігається — виконується повторний запит. Парність дозволяє виправляти помилки тривалістю до 24 мкс — це охоплює відповіді Mode A або C, які найчастіше спричиняли завади на ранніх етапах впровадження Mode S.
Кожен імпульс відповіді Mode S може мати окреме вимірювання кута (монопульс), а в деяких реалізаціях — і рівень сигналу. Якщо окремі біти суттєво відрізняються від інших, виконується інверсія їхніх значень — і, якщо контроль парності проходить, значення приймаються, інакше — повторюється запит.
Mode S працює на основі адресного запиту — кожен запит спрямований на конкретний літак за його унікальною адресою. Відповідь одна, а дальність визначається за часом проходження сигналу, азимут — через монопульс. Щоб запитати літак, потрібно знати його адресу. Для цього передбачено широкомовні запити All-Call, які бувають двох типів.

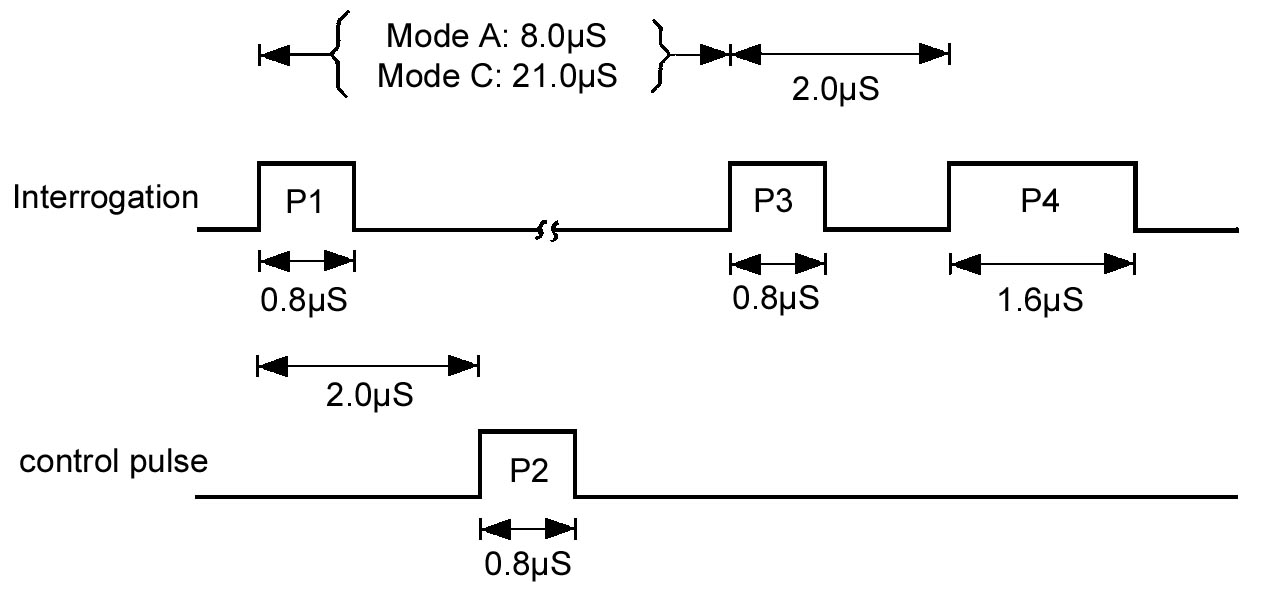
All-Call запит режимів A/C/S

Один із варіантів — Mode A/C/S All-Call — виглядає як запит Mode A або C: при отриманні імпульсу P3 транспондер починає відповідь, але при виявленні P4 Mode S транспондер перериває її та надсилає коротку відповідь з 24-бітною адресою. Такий запит майже не використовується, оскільки спричиняє повторні відповіді від уже відомих літаків. Альтернативний варіант — короткий Mode S-запит (P6 = 16.125 мкс) із зазначенням ідентифікатора запитувача. Якщо літак вже відповідав цьому запитувачу — відповідь не надсилається.
Запити Mode S можуть мати три форми:
| Назва        | Форма    | Призначення                        |
| ------------ | -------- | ---------------------------------- |
| Surveillance | Короткий | Оновлення позиції                  |
| Comm-A       | Довгий   | Передає 56 бітів даних             |
| Comm-C       | Довгий   | До 16 довгих запитів (до 1280 біт) |

Перші 5 бітів блоку називають uplink field (UF) — вони вказують тип запиту. Завершальні 24 біти містять адресу літака та контроль парності. Частину кодів уже виділено:
| Uplink field (UF) | Uplink field (UF) | Призначення                           |
| Двійковий         | Десятковий        | Призначення                           |
| ----------------- | ----------------- | ------------------------------------- |
| 00000             | 0                 | Короткий запит повітря-повітря (TCAS) |
| 00100             | 4                 | Запит висоти                          |
| 00101             | 5                 | Запит Mode A (ідентифікація)          |
| 01011             | 11                | Mode S лише All-Call                  |
| 10000             | 16                | Довгий запит повітря-повітря (TCAS)   |
| 10100             | 20                | Comm-A з висотою                      |
| 10101             | 21                | Comm-A з Mode A ідентифікацією        |
| 11000             | 24                | Comm-C (розширене повідомлення)       |

Mode S відповіді також поділяються на три типи:
| Назва        | Форма    | Призначення                           |
| ------------ | -------- | ------------------------------------- |
| Surveillance | Короткий | Оновлення позиції                     |
| Comm-B       | Довгий   | Передає 56 бітів даних                |
| Comm-D       | Довгий   | До 16 довгих відповідей (до 1280 біт) |

Перші 5 бітів блоку — downlink field (DF) — вказують тип відповіді. Завершальні 24 біти — адреса та парність. Виділено такі коди:
| Downlink field (DF) | Downlink field (DF) | Призначення                              |
| Двійковий           | Десятковий          | Призначення                              |
| ------------------- | ------------------- | ---------------------------------------- |
| 00000               | 0                   | Коротка відповідь повітря-повітря (TCAS) |
| 00100               | 4                   | Відповідь з висотою                      |
| 00101               | 5                   | Відповідь Mode A (ідентифікація)         |
| 01011               | 11                  | All-Call відповідь з адресою літака      |
| 10000               | 16                  | Довга відповідь повітря-повітря (TCAS)   |
| 10001               | 17                  | Extended squitter                        |
| 10010               | 18                  | TIS-B                                    |
| 10011               | 19                  | Військовий extended squitter             |
| 10100               | 20                  | Comm-B з висотою                         |
| 10101               | 21                  | Comm-B з Mode A ідентифікацією           |
| 10110               | 22                  | Військове застосування                   |
| 11000               | 24                  | До 16 довгих відповідей (до 1280 біт)    |

Транспондери з підтримкою Comm-B мають 256 регістрів по 56 бітів. Їх вміст формується з бортових джерел. За потреби наземна станція може запросити дані через Surveillance або Comm-A запит.
У Додатку 10 ІКАО, Том III, Розділ 5 наведено зміст доступних регістрів. Частина використовується в реальних польотах, інші — для TCAS і ADS-B. Ідентифікатори регістрів (Comm-B Data Selector, BDS) наводяться у шістнадцятковому форматі:
| Регістр | Дані                          |
| ------- | ----------------------------- |
| BDS 6,0 | Магнітний курс                |
| BDS 6,0 | Показана повітряна швидкість  |
| BDS 6,0 | Число Маха                    |
| BDS 6,0 | Вертикальна швидкість         |
| BDS 5,0 | Кут крену                     |
| BDS 5,0 | Швидкість зміни напрямку      |
| BDS 5,0 | Істинний напрям руху          |
| BDS 5,0 | Швидкість відносно землі      |
| BDS 4,0 | Обрана вертикальна траєкторія |